# Heliconia sessilis
Heliconia sessilis är en enhjärtbladig växtart som beskrevs av Walter John Emil Kress. Heliconia sessilis ingår i släktet Heliconia och familjen Heliconiaceae. Inga underarter finns listade.